# 皇帝官房第三部
座標: 北緯59度56分12秒 東経30度20分35秒 / 北緯59.9366度 東経30.3431度
皇帝官房第三部（こうていかんぼうだいさんぶ、皇帝直属官房第三部、露: III отделение собственной Е.И.В канцелярии, Tretiye Otdeleniye, Third Section of His Imperial Majesty's Own Chancellery, Third Department）は、帝政ロシアの政治秘密警察。

## 概要
1825年、ロシア皇帝アレクサンドル1世の崩御にともなう間隙をぬって、自由主義青年将校らによるデカブリストの乱が起きた。デカブリストの乱そのものは兄帝を継いだニコライ1世によって鎮定された。しかし、乱後の不穏な社会情勢を「腐敗、不正常」とみなしたニコライ1世により、皇帝専制に対して有害な思想を取り締まることを目的として検閲法が発布される。さらに政治犯罪に対処すべく、1826年に皇帝官房内に設置された。

### 組織構成
第三部には、以下の課（ekspeditsiya）が設置された。
- 第一課 - 最高警察 （政治犯罪、反体制、反政府組織、団体の監視）
- 第二課 - 通貨偽造、宗教的異端の監視、殺人、刑務所、農奴
- 第三課 - 外国人監視、対外情報収集
- 第四課 - 紛争、農村及び農民監視、職員監察
- 第五課 - 1842年設置。劇の脚本などの文書検閲、1828年以降は、第一課に吸収。

## 任務
1826年、アレクサンドル・ベンケンドルフ伯爵が初代長官に就任する。ベンケンドルフは、アレクサンドル1世の生前にデカブリストの危険性について指摘しようとしていた。デカブリストの乱を鎮圧したニコライ1世は、ベンケンドルフに秘密警察の長官たるにふさわしい人物像を見出した。ベンケンドルフは憲兵隊司令官を兼務した（憲兵隊と第三部憲兵隊担当部門の正式合同は1839年）。ベンケンドルフは、第三部をして臣民に信頼され尊敬されうる「道徳的な医者」であることを期待した。当初、憲兵隊はその青と白の制服から「青い大天使」と呼ばれた。
確かに第三部と憲兵隊は法秩序の維持において一般警察よりはるかに効率的であった。しかし、第三部はロシア帝国全土にわたり国民を監視・抑圧していったため、時と共にその悪名は高まり、「ヨーロッパの憲兵」を以って任ずるニコライ1世の反動政治の代名詞ともなっていった。

## 検閲
第三部及び憲兵隊は、出版や新聞発行・演劇に対しても自由主義思想の抑圧の観点から厳格な検閲を適用していった。検閲によって3つの定期刊行物が発禁となったほか、その他の出版物も編集段階で改変を余儀なくされた。これにより、当時、プーシキン、レールモントフ、ゴーゴリ、ツルゲーネフらの登場によって勃興しようとしていたロシア文学も抑圧の対象となり、作家たちは第三部によって監視・事前検閲を受け、内容が当局にとってふさわしくないと見なされれば、最悪の場合は流刑（例、ドストエフスキー）の場合もあり得た。
検閲に当たっては、共和主義から穏健な立憲君主制に対しても、「危険な」西欧流の自由主義思想とみなされ攻撃された。ニコライ1世の抑圧的な態度は専制の維持という観点から徹底したものであり、皇帝は第三部の報告を隅々まで読み、細かな事項に至るまで自ら指示を与えた。

## 廃止
アレクサンドル2世の時代になると、第三部及び憲兵隊に強大な権限が集中していたにもかかわらず革命運動・テロルが横行したため、第三部に対する評価は次第に低下していった。結局、第三部の巨大な情報網は有効に機能することなく、もたらされる情報は噂と中傷の域を出なかった。1878年には第三部長官のニコライ・メゼンツェフが暗殺されるに至った。1880年2月5日アレクサンドル2世暗殺未遂事件が起きた結果、第三部の解体を主張していたロリス＝メリコフを長とする最高指揮委員会が設置され、第三部と憲兵隊は委員会の下に隷属した。同年ロリス＝メリコフによって内務省警察部警備局に権限が委譲され、第三部は廃止された。

## 歴代長官
- アレクサンドル・ベンケンドルフ伯爵　Count Alexander Khristoforovich Benkendorf （在任：1826年-1844年）
- アレクセイ・フョードロヴィッチ・オルロフ伯爵　Count Alexey Fyodorovich Orlov （1844年 - 1856年）
- ヴァシーリー・アンドレエヴィチ・ドルゴルーコフ公爵　Prince Vasily Andreyevich Dolgorukov （1856年 - 1866年）
- ピョートル・アンドレーエヴィチ・シュヴァーロフ伯爵　Count Pyotr Andreyevich Shuvalov （1866年 - 1874年）
- アレクサンドル・ポタポフ　Alexander Lvovich Potapov （1874年 - 1876年）
- ニコライ・メゼンツェフ　Nikolay Vladimirovich Mezentsev （1876年 - 1878年）
- アレクサンドル・ドレンテルン　Alexander Romanovich Drenteln （1878年 - 1880年）